# Axel Lawarée
Axel Lawarée (Hoei, 9 oktober 1973) is een voormalig Belgisch profvoetballer die in 2010 stopte met profvoetbal. Zijn laatste profclub was Fortuna Düsseldorf.

## Carrière
De profcarrière van Lawarée begon bij RFC Seraing. Via Standard Luik ging Lawarée naar Spanje waar hij 1 seizoen uitkwam voor Sevilla FC. Na dat seizoen keerde Lawarée terug naar België om voor Excelsior Moeskroen te gaan spelen.
In 2001 vertrok Lawarée naar Oostenrijk om voor SW Bregenz te gaan spelen. Lawarée werd er in het seizoen 2002-03 topscorer. Bijzonder was de wedstrijd tegen Austria Salzburg, waar Lawarée 5 keer doel trof, waarvan 4 keer in 1 helft.
Begin 2004 vertrok Lawarée naar Rapid Wien en in 2005 werd hij met die club voor het eerst landskampioen. Het seizoen daarop speelde Lawarée voor de eerste maal in de Champions League, waar hij met Rapid uitkwam in de groepsfase.
De derby in mei 2005 tegen Austria Wien zorgde voor een terugslag in zijn carrière. Toenmalig keeper van Austria, Joey Didulica plantte zijn knie in het gezicht van Lawarée. De Belgische aanvaller brak daarbij zijn neus en moest daar meerdere malen aan geopereerd worden. In 2006 volgde Lawarée zijn voormalige trainer Rainer Hörgl en ging hij spelen voor 2. Bundesligaclub FC Augsburg.
Het jaar daarop, in 2007, vertrok Lawarée naar toenmalig Regionalligaclub Fortuna Düsseldorf. In 2010 stopte hij met profvoetbal. Hij werd spelersmakelaar en speelde op amateurniveau verder bij Bösingshoven. In 2011 ging hij terug in eigen land voetballen bij RFC Hannutois. Tussen 2014 en 2016 was hij sportief directeur bij Standard Luik. In 2016 ging hij aan de slag bij RFC Seraing in eerste instantie als sportief directeur en daarna als technisch directeur bij de jeugd. In 2019 ging hij aan de slag bij de Belgische voetbalbond, als site manager van het trainingscentrum van de Rode Duivels in Tubeke. Lawarée begon in het voorjaar van 2023 als spelersmentor en analist bij Claes Agency.

## Statistieken bijFortuna Düsseldorf
| Seizoen        | Club               | Land      | Competitie | Wed. | Goals |
| -------------- | ------------------ | --------- | ---------- | ---- | ----- |
| 2007/08        | Fortuna Düsseldorf | Duitsland | 3. Liga    | 36   | 15    |
| 2008/09        | Fortuna Düsseldorf | Duitsland | 3. Liga    | 16   | 6     |
| Totaal         | Totaal             | Totaal    | Totaal     | 52   | 21    |
| Bijgewerkt tot | 22 maart 2009      |           |            |      |       |